# Corrente
Corrente este un oraș în Piauí (PI), Brazilia.
1. ↑   https://informacoes.anatel.gov.br/paineis/areas-tarifarias/codigos-nacionais Lipsește sau este vid: |title= (ajutor)